# Stehelčeves
Stehelčeves ist ein Dorf in Zentralböhmen/Tschechien, 7 km nordöstlich von Kladno. Es hat eine Fläche von 4,98 km² und beherbergt 943 Einwohner. Die lokale Postleitzahl lautet 273 42.
Das Dorf ist der Sitz der "Mikroregion der Drei Bäche". Die älteste Erwähnung des Dorfes stammt aus dem Jahr 1316 über "Jan de Stehelcziewssi".

## Geschichte

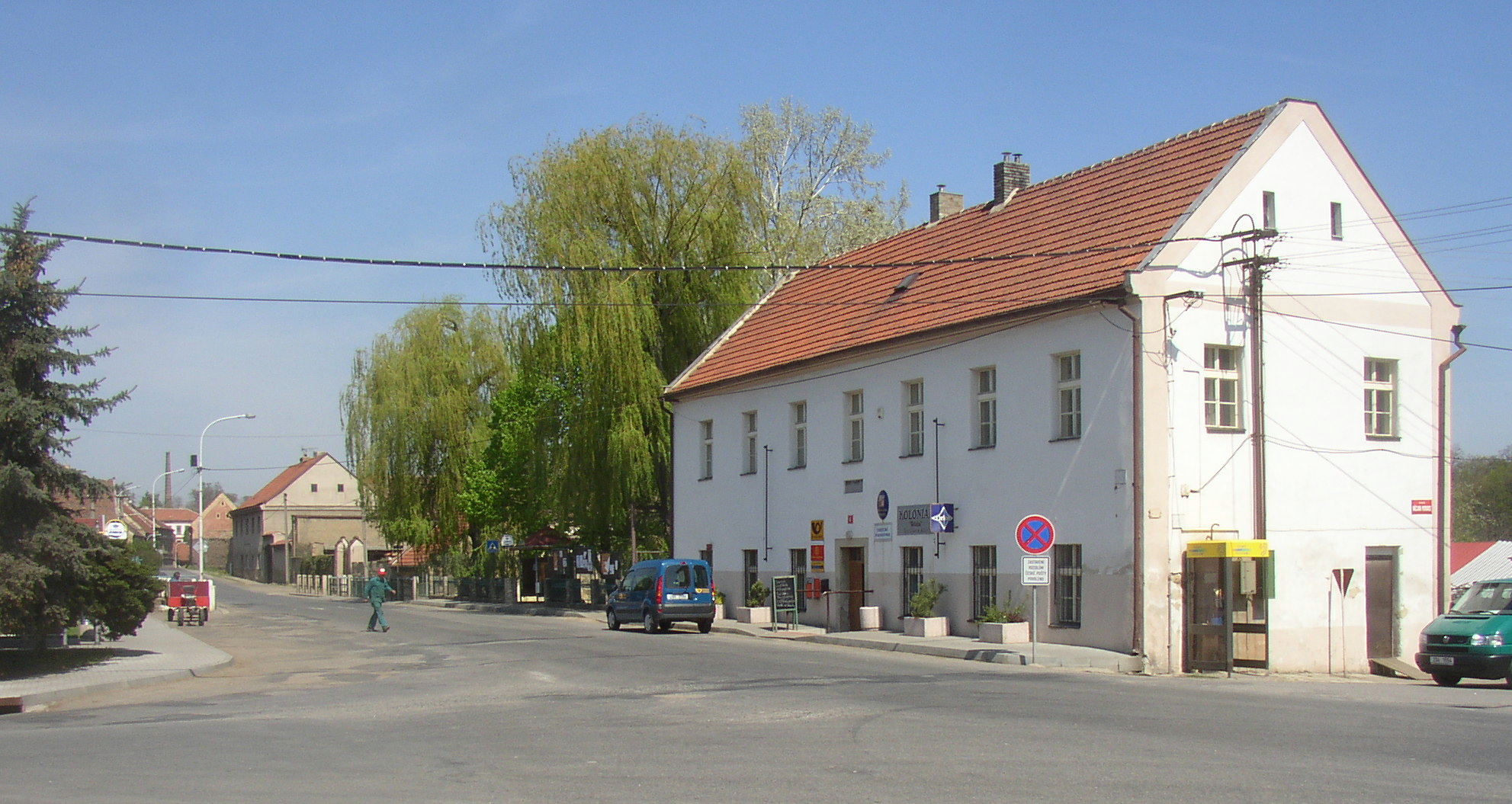
Stadtverwaltung (2005)

Stehelčeves oder Stehelče (deutsch: Stelčowes) war eine Dorfgemeinde. die dem politischen Bezirk und dem Gerichtsbezirk Kladno, Nordböhmen, Kreis IV, angehörte.
Im Jahr 1932 lebten in Stehelčeves und Vrapice zusammen rund 1.800 Einwohner. Es gab eine Bierbrauerei, eine Mühle, eine Ziegelei und eine Sandgrube. Die nächste Eisenbahnstation war in Brandyal.